# 森研
森 研（もり けん、1979年6月28日 - ）は、日本の実業家、メディアプロデューサー。
株式会社M-ENTERTAINMENT代表取締役、株式会社INFASパブリケーションズ常務取締役、「WWD JAPAN.com」元編集長。東京都港区出身。

## 人物
父方の祖父は元陸軍主計少佐でハナヱモリグループ会長を務めた森賢（もり けん）。父方の祖母はファッションデザイナーの森英恵。父親は株式会社ハナヱモリ元社長の森顕（もり あきら）、母親はイタリア系アメリカ人の元ファッションモデルの森パメラ（パメラ・アン・ハリス）である。
5人兄弟の1番目で長男。弟はファッションデザイナーの森勉（もり べん）。妹はモデルでタレントの森泉（もり いずみ）と元モデルでファッションプロデューサーの森雪（もり ゆき）とモデルの森星（もり ひかり）。
松濤幼稚園、慶應義塾幼稚舎、慶應義塾普通部、フィリップス・アカデミー・アンドーヴァーを経て、ブラウン大学を2003年に卒業する。学生時代はアメフトやバスケット選手として活躍。
同年ニューヨークにてレコードレーベル事業開業。マインドレス・セルフ・インダルジェンス、アンリトゥン・ロウなどを含む海外バンドの作品をプロデュースしている。
同時にINFASパブリケーションズ社の現地代理人として「ファッション・バイブル」とも言われるファッション業界紙「WWD」のライセンス契約交渉や商標管理に携わる。
2008年に帰国後、M-ENTERTAINMENT社を設立し、ハナエモリ・アソシエイツ社とアドバイザリー契約を締結。
2012年に「WWD JAPAN.com」のディレクター、翌年から編集長として同サイトの設立と運営に携わり、2015年4月から「WWDジャパン」編集部門とデジタル部門の統括責任者として常務取締役に就任。